# شنبه خونین (عکس)

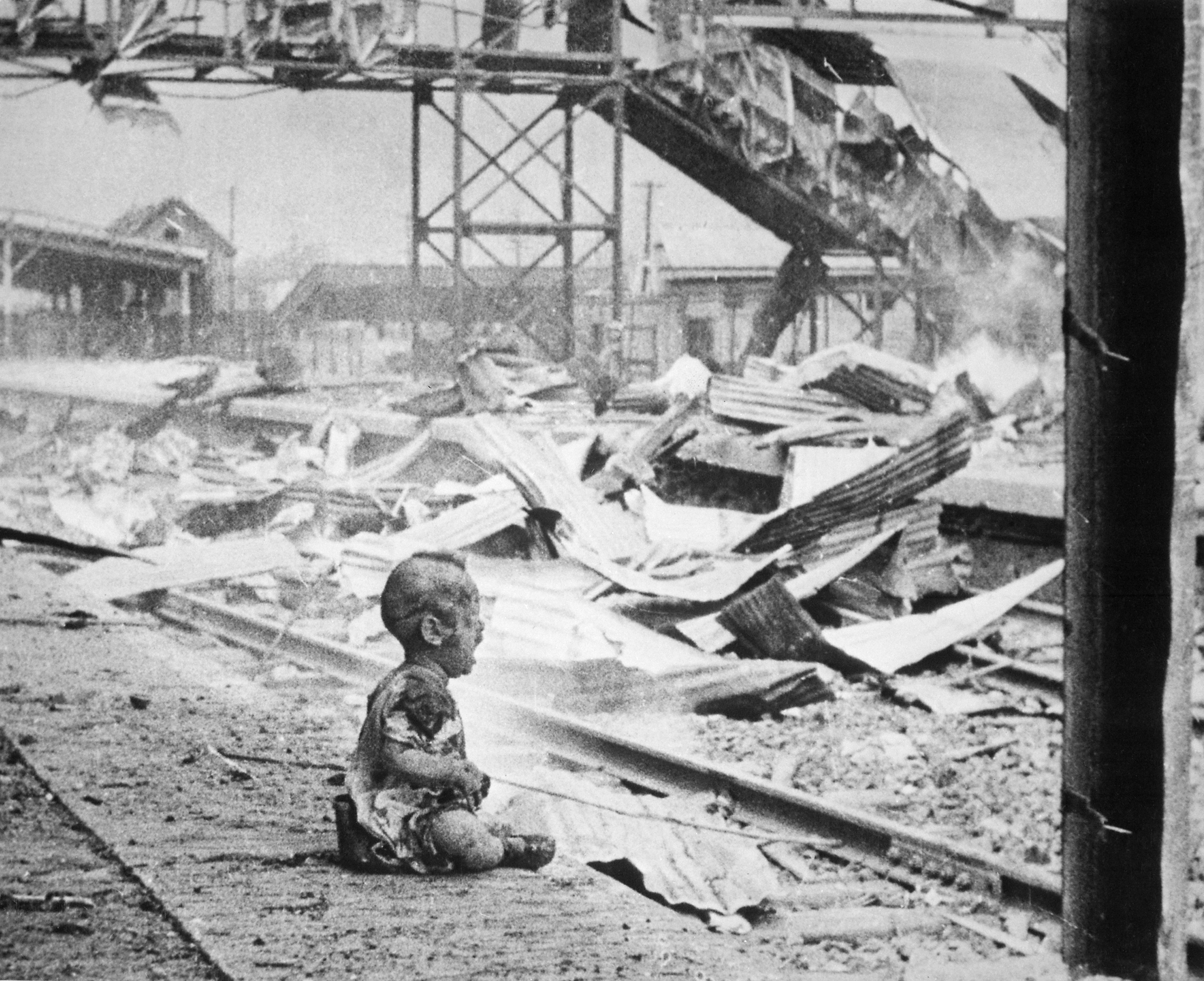
تصویر مشهور شنبهٔ خونین که در ایستگاه راه‌آهن جنوب شانگهای، در شنبه، ۲۸ اوت ۱۹۳۷ گرفته شده

شنبهٔ خونین (血腥的星期六) عنوان یک تصویر عکاسی سیاه-سفید است که در سپتامبر یا اکتبر سال ۱۹۳۷ منتشر شد و در مدت کوتاهی بالغ بر ۱۳۶ میلیون نفر آن را مشاهده کردند. در این عکس یک طفل گریان مشاهده می‌شود که دقایقی پس از بمباران در نزدیکی ایستگاه راه‌آهن جنوب شانگهای می‌گرید. این تصویر به یک نماد فرهنگی بدل شد که نشانگر رفتار ژاپنی‌ها در دورهٔ حمله‌شان به چین است. تنها دقایق کوتاهی پس از بمباران مذکور در طول نبرد شانگهای، هرست کورپوریشن عکاس H. S. "Newsreel" Wong, که با نام Wong Hai-Sheng یا Wang Xiaoting شناخته می‌شد، این صحنه را شکار کرد، او طفل را نمی‌شناخت و حتی جنسیتش را نمی‌دانست، تنها مشخص بود که مادر او در همان نزدیکی، در اثر بمباران کشته شده‌است. این کودک را با نام Ping Mei می‌شناختند. این یکی از حائز اهمیت‌ترین تصاویر جنگی است که تاکنون منتشر شده‌است، و یکی از مهمترین صحنه‌های خبری دههٔ ۱۹۳۰ شناخته می‌شود، تصویر مذکور در نیم‌کره غربی به طور گسترده‌ای دیده شد و در چین هم خشم عمومی علیه ژاپن را تحریک نمود. هارولد ایزاک، ژورنالیست غربی، این تصویر را یکی از موفق‌ترین پروپاگانداهای موجود در تمام دوران‌ها می‌داند.